# Tannus al-Shidyaq
Tannus ibn Yusuf al-Shidyaq (c. 1794 - 1861), également translittéré Tannous el-Chidiac, était un greffier maronite et émissaire des émirs Shihab, les chefs féodaux et les fermiers fiscaux du Mont-Liban ottoman, et un chroniqueur surtout connu pour son travail sur les familles nobles du Mont-Liban, Akhbar al-a'yan fi Jabal Lubnan (Histoire des notables du Mont-Liban). Il est né dans la région de Kesrouan au Mont-Liban dans une longue lignée de commis au service des émirs Shihab et d'autres chefs locaux. Tannus a appris la grammaire arabe et syriaque et tout au long de sa carrière au service des émirs Shihab et en tant que marchand, il a poursuivi des études dans les domaines de la médecine, de la jurisprudence, de la logique, de l'éthique, des sciences naturelles, du turc et de l'italien.
Tannus a écrit des manuscrits sur la secte maronite, l'histoire arabe et islamique, l'arabe familier du Mont-Liban et sa famille, dont certains ont été perdus. Le plus important de ses travaux était Akhbar al-a'yan fi Jabal Lubnan, qui a été supervisé par Butrus al-Bustani, et publié en plusieurs parties en 1855 et 1859. Il y décrit la géographie naturelle et politique du Mont-Liban, documente les généalogies de ses familles féodales et relate l'histoire de son règne par des familles telles que les Buhturids, les Ma'ns, les Assafs, les Sayfas et les Shihabs. Sa chronique a été l'une des principales sources d'histoires modernes du Liban mamelouk et ottoman.

## Biographie

### Famille
Tannus est probablement né vers 1794. Il était l'aîné des cinq fils d'Abu Husayn Yusuf al-Shidyaq, les quatre autres étant Mansur, As'ad, Ghalib et Faris. Les Shidyaqs étaient des maronites laïcs et érudits résidant à l'origine dans la région de Kesrouan au centre du Mont-Liban. Les membres de la famille ont servi comme enseignants et clercs pour la noblesse musulmane, chrétienne et druze du Mont-Liban et de ses environs à partir du début du XVIIe siècle. Leur éducation et leurs relations avec la noblesse dirigeante les plaçaient dans la deuxième strate de l'aristocratie locale et, à ce titre, leurs membres détenaient le titre de shaykh, un rang local inférieur à celui d'émir et égal à celui des chefs féodaux de la région.
Le grand-père de Tannus, Mansur, a quitté le Kesrouan pour servir l'émir chiite de Baalbek, Haydar al-Harfush en 1741 pendant deux ans, puis a déménagé à Hazmiyeh près de Beyrouth en 1755 où il a servi l'émir chiite Qasim ibn Umar, le père de Bashir II. Il finit par s'installer à Hadath, continuant à travailler pour Qasim jusqu'à la mort de ce dernier en 1768, après quoi il travailla pour deux autres émirs Shihab. Le père de Tannus a succédé à Mansur et a ensuite servi l' émir Shihab Hasan ibn Umar, qui l'a ramené dans le village ancestral Shidyaq d'Ashqout au Kesrouan.

### Éducation, service auprès des émirs Shihab et carrière commerciale
Tannus avait environ 10 ans lorsque sa famille a déménagé à Ashqout et il n'y a aucune information sur sa première éducation; l'historien moderne Kamal Salibi suppose qu'il a été scolarisé à la maison. Il a appris l'arabe rudimentaire et le syriaque par le professeur Yusuf al-Hukayyim dans le village voisin de Ghosta en 1809. Ses études ont été interrompues avant la fin de l'année lorsque Bashir II, devenu l'homme fort suprême et le fermier fiscal du Mont-Liban, a nommé le père de Tannus le mutasallim (percepteur des impôts) de Shuweir dans la région de Matn au sud de Kesrouan et peu après de Zahlé dans le Vallée de la Bekaa également. La famille retourna donc à Hadath où Tannus enseigna à As'ad la grammaire arabe et syriaque qu'il avait apprise à Ghosta.  En 1810, il a servi comme commis pour l'émir Shihab Salman Ali et l'a aidé dans les efforts de conscription à Shahhar, près de Beyrouth.
En 1813, Tannus fut envoyé pour apprendre à l'institution monastique maronite d'Ayn Warqa, l'école maronite la plus prestigieuse de l'époque dont les élèves comprenaient Butrus al-Bustani. Plusieurs accès de maux de tête l'ont contraint à y terminer ses études avant la fin de l'année, après quoi son frère As'ad a pris sa place. Après qu'As'ad ait obtenu son diplôme en 1818, Tannus a étudié l'éthique avec lui.
Tannus a commencé sa carrière dans le commerce en 1818, s'engageant dans des affaires à Damas où il a également représenté les Shihabs dans une ambassade politique mineure cette année-là. Il a poursuivi sa carrière commerciale jusqu'à sa mort et a également été employé par les Shihab en tant qu'agent politique et espion, lui donnant un aperçu significatif des intrigues politiques de son époque. Il a participé avec les forces de Bashir II à la bataille contre le gouverneur ottoman de Damas en 1821.
À la suite du décès de son père en 1821, Tannus devint financièrement responsable de sa mère, de ses deux sœurs cadettes, Adla et Wardiyya et de son frère Faris. Quelque temps après, il se maria et eut deux fils, Faris et Naja, dont le premier mourut en bas âge. Après la mort de ses frères Ghalib en 1840 et Mansur en 1842, il devint également responsable des jeunes fils de l'ancien Zahir et Bishara et du fils de Ghalib. Son entreprise commerciale a enregistré des déficits pendant la majeure partie de la période entre 1821 et 1856 et pour répondre aux besoins de ses personnes à charge accrues, il a gagné un revenu supplémentaire en tant qu'enseignant et copiste. Il a également commencé à étudier la médecine en 1823 et a commencé à pratiquer six ans plus tard.
Tannus poursuit ses études dans différents domaines, étudiant la logique en 1832, le turc et l'italien en 1835, les sciences naturelles en 1848 et la jurisprudence en 1849. Au cours de cette dernière année, il a également étudié la rhétorique avec Nasif al-Yaziji, un éminent auteur arabe du Mont-Liban.

### Religion
Contrairement à ses frères plus connus, As'ad, devenu protestant, et Faris, qui s'est converti à l'islam et a adopté le nom d'Ahmad, Tannus est resté un fervent maronite. Il a essayé, sans succès, de dissuader As'ad d'embrasser les enseignements protestants; As'ad est finalement mort sous la garde de l'Église maronite pour ses croyances. Au cours de sa carrière au cours des années 1840, une décennie marquée par des conflits entre les Druzes et les Maronites du Mont-Liban, Tannus a plaidé pour les notables maronites.

## Travaux littéraires
Tannus a commencé à écrire des ouvrages historiques en 1833, à commencer par Tarikh al-ta'ifa al-Maruniyya (Histoire de la secte maronite), un résumé aujourd'hui perdu de l'histoire des Maronites au XVIIe siècle de l'historien et patriarche maronite Istifan al-Duwayhi. Il a également écrit un dictionnaire arabe familier libanais, qui a été lu par le missionnaire américain Eli Smith mais dont on ignore actuellement où se trouve le lieu. Il écrivit un livre inachevé sur la langue turque en 1835 et résuma un autre ouvrage d'al-Duwayhi, Tarikh al-azmina (Histoire du temps), en 1845. Trois ans plus tard, il écrivit une histoire de la langue arabe et dirigeants islamiques, qui est également perdu. En 1850, Tannus a écrit une histoire de sa famille, la principale source de sa biographie, intitulée Tarikh wa a'mal banu ash-Shidyaq (Histoire et réalisations des Shidyaqs).

### L'histoire des notables du Mont-Liban
Le plus important des travaux de Tannus était Akhbar al-a'yan fi Jabal Lubnan (L'Histoire des notables du Mont-Liban), qu'il termina en 1855. L'ouvrage imprimé comptait 770 pages et était divisé en trois parties. La première partie était centrée sur la géographie naturelle et politique du Mont-Liban et de ses environs et se composait de cinq chapitres : le premier chapitre définissait les limites du Mont-Liban et recensait sa population ; la seconde résumait les histoires des huit principales villes côtières des Phéniciens, à savoir Tripoli, Batroun, Byblos, Jounieh, Beyrouth, Sidon, Tyr et Acre ; le troisième décrivait les neuf principales rivières de la montagne ; le quatrième détaillait les quartiers féodaux de la montagne et le cinquième était un tableau de la population.
La deuxième partie d'Akhbar al-a'yan était consacrée aux généalogies des familles féodales du Mont-Liban, chaque famille ayant droit à un chapitre et regroupée en trois catégories : musulmans, maronites et druzes - à l'origine musulmans et druzes Shihab et Abi Les familles 'l-Lama, dont certaines parties au moins se sont converties au christianisme, ont été regroupées avec les maronites. La troisième et la plus longue partie d' Akhbar al-a'yan traitait des souverains dynastiques et féodaux du Mont-Liban, en commençant par les souverains « mardaïtes » des parties nord de la montagne avant de procéder dans des chapitres séparés, non dans l'ordre chronologique, avec le règne des Buhturids du Gharb, des Ma'nids du Chouf, des Assafs de Kesrouan, des Sayfas d' Akkar, des Shihabs, des Abi'l-Lamas et des Arslans du Gharb.
Tannus a cité comme sources l'historien maronite Ibn al-Qila'i (mort en 1516), l'historien druze Ibn Sibat (mort en 1520), al-Duwayhi, Haydar al-Shihabi (décédé en 1821), la biographie de Fakhr al -Din II par al-Khalidi al-Safadi (décédé en 1624), le père Joseph Assemanus (mort en 1782), le père Hananiyya al-Munayyir (mort en 1820) de Zouk Mosbeh, le poète melkite Butrus Karami de Homs (décédé en 1851 ), et des histoires orales et imprimées et des registres judiciaires des généalogies Shihab, Joumblatt, Khazen, Hubaysh et Talhuq. Les première et deuxième parties du livre ont été publiées le 13 juin 1855 par la presse américaine sous la supervision de Butrus al-Bustani. La troisième partie est publiée le 26 mai 1859.
Selon l'historien Youssef Choueiri, "la réputation de Tannus en tant que chroniqueur repose en grande partie sur son Akhbar al-a'yan ". Salibi interprète Akhbar al-a'yan comme l'œuvre d'un laïc maronite, qui a écrit "en tant que Libanais plutôt qu'en tant que maronite", sans tenir compte de l'activisme théologique des premiers historiens maronites tels que Duwayhi et Ibn al-Qilai. L'historien Philip Hitti l'a considéré comme le travail "un juge des émirs Shihab et un compilateur des annales des familles féodales du Liban". Asad Rustum a commenté l' Akhbar al-a'yan : "d'une certaine manière, l'histoire de Shidyak n'est guère qu'un récit des efforts de l'émir [Bashir] pour se débarrasser de ses rivaux".
Informations diverses
Concernant le fait que les chrétiens du Mont Liban, de la côte et d'ailleurs - particulièrement les Maronites - sont ceux qui aient historiquement  accepté le plus volontiers la présence coloniale française, Tannus al-Chidyaq aborde le plaisir qu'éprouvèrent les Chrétiens àl'arrivée des Français. Sur cette conduite il écrit que les Chrétiens « se réjouirent » de l'approche des forces françaises.